# Neastymachus japonicus
Neastymachus japonicus is een vliesvleugelig insect uit de familie Encyrtidae. De wetenschappelijke naam is voor het eerst geldig gepubliceerd in 1970 door Tachikawa.